# 壺阪敏秀
壺阪 敏秀（つぼさか としひで）は、テレビ神奈川（tvk）編成局長。

## 経歴
- 1985.3 兵庫県立姫路西高等学校卒業
- 1991.3 早稲田大学を卒業
- 1991.4 tvkに入社。報道カメラマン
- 報道制作局報道部副部長
- 2008.8-2010.1 報道制作局解説室長
- 2010.2-2011.3 報道制作局報道企画室長
- 2011.4 コンテンツ局制作部長
- コンテンツ局制作1部長
- 2012.4- 報道局報道部長
- 2015.6- 営業本部東京支社営業部長・経営戦略室[1]
- 営業本部東京支社長

## 過去の担当番組
- ニュース930（メインキャスター・編集長 2008.8ー2010.3 降板後もしばらく編集長を務めた）
- ニュースFRIDAY（編集長）
- tvk報道特番（ニュース930担当時にキャスター）
- ありがとッ!（プロデューサー 2011年度）
- イッテ♡恋48（プロデューサー 2011.5-2011.9）
- HATU～ヴァンパイア・シンドローム～（プロデューサー）